# Albatros L 66
L'Albatros L 66 fu un aereo da turismo sportivo leggero, monomotore, biposto ad ala alta a parasole, sviluppato dall'azienda aeronautica tedesca Albatros Flugzeugwerke GmbH nella prima metà degli anni venti.
Destinato al mercato dell'aviazione civile da diporto, adottava, per la fascia di clientela al quale era destinato, tecnologie evolute come l'utilizzo di pannelli in compensato sagomato, riuscendo a ottenere un buon successo commerciale.

## Storia del progetto
Nei primi anni venti, dopo che la timida riapertura del mercato nazionale dell'aviazione privata da diporto, turistica e la conseguente richiesta di modelli d'aereo dai costi d'acquisto e manutenzione contenuti aveva indotto l'Albatros a sviluppare l'L'66, modello che ottenendo un discreto successo commerciale garantì all'azienda un introito tale da agevolarne la sopravvivenza nel difficile contesto economico dell'allora Repubblica di Weimar, per tentare di erodere nuovamente una fetta di mercato incaricò il proprio ufficio tecnico di svilupparne un modello derivato che risultasse ancora più accessibile ai potenziali clienti.

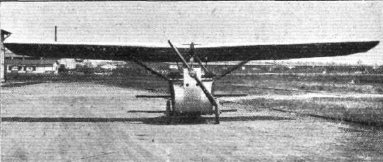
Albatros L 66, vista anteriore.

Il modello, indicato dall'azienda con la sigla L 66, si presentava come un velivolo leggero con un peso a vuoto di 220 kg, che per la cellula introduceva una tecnologia raffinata per la classe del velivolo, utilizzando pannelli in compensato sagomato che ricoprivano una struttura in legno, abbinandola a un'ala realizzata in tecnica mista, con l'unico longherone tubolare in acciaio che sosteneva gli sforzi dinamici della struttura, completata con elementi in legno e ricoperta da tela trattata e verniciata. Questa, collocata alta a parasole e collegata alla fusoliera tramite una serie di montantini centrali e una coppia di aste di controvento per lato, era caratterizzata da un piano alare con un sensibile angolo di diedro positivo. La fusoliera, a sezione rettangolare e rastremata verso coda, integrava l'unico abitacolo aperto biposto, e terminava posteriormente in un impennaggio classico monoderiva caratterizzato dall'ampio elemento verticale, di forma rettangolare sviluppata in altezza, con i due elementi orizzontali controventati da montanti che collegavano l'intradosso alla parte inferiore della coda.
Il carrello d'atterraggio era semplicissimo, un biciclo fisso con le due ruote libere collocate ai lati della fusoliera integrato posteriormente da un pattino d'appoggio.
La propulsione era affidata a un motore di potenza limitata ma adeguata alla massa del mezzo, un motore a due cilindri contrapposti raffreddato ad aria che variò nei diversi esemplari e sottoversioni andati in produzione. Il propulsore condivideva la posizione rialzata sul naso del velivolo, con i pacchi lamellari dei cilindri esposti per il miglior effetto raffreddante indotto dal vento mentre era in volo, e azionava una semplice elica bipala lignea a passo fisso.

## Versioni
L.66
versione equipaggiata con motore Haake.
L.66a
variante con pesi e misure leggermente aumentate, equipaggiata con motore Stahlwerk Mark St.M3 o Anzani.
L.66c

## Utilizzatori
Germania
- Deutsche Luftsportverband
- Deutsche Versuchsanstalt für Luftfahrt